# Flagge Karatschai-Tscherkessiens

Offizielle Flagge der Republik

Die Flagge Karatschai-Tscherkessiens ist die offizielle Flagge der Republik Karatschai-Tscherkessien innerhalb Russlands. Die Flagge wurde durch das Gesetz am 3. Februar 1994 offiziell gesetzlich festgelegt.

## Eigenschaften
Die Flagge hat ein Verhältnis 1:2 und besteht aus drei horizontalen Streifen und einem Nationalsymbol. Die Streifen sind blau, grün, rot und das Symbol weiß. Das Symbol zeigt die aufgehende Sonne hinter einem schneebedeckten Berggipfel und symbolisiert die Landschaft der Republik.

## Farbbedeutung
- Blau: symbolisiert Frieden, freundliche Motive und Ruhe.
- Grün: stellt Natur, Ergiebigkeit und Fülle dar.
- Rot: steht für die Wärme und die Einheit der Bevölkerung.